# Hickory Hill
Hickory Hill är en ort i Jefferson County,  Kentucky, USA. År 2000 hade orten 144 invånare. Den har enligt United States Census Bureau en area på 0,1 km², allt är land.